# 贺毅
贺毅（1929年7月—2002年12月6日）陕西省子长县人，武警少将。

## 生平
贺毅是子长县玉家湾镇贺家湾人，贺晋年之子。民国三十一年（1942年）8月，进入延安自然科学院学习。1945年9月加入中国共产党。民国三十六年（1947年）进入哈尔滨工业大学学习。翌年作为“4821”成员转赴苏联莫斯科动力学院水电工程专业学习，1954年毕业归国。此后历任中华人民共和国电力工业部勘测设计院工程师，电力工业部上犹江水电工程局工程师、副总工程师，中华人民共和国水利电力部建设总局副总工程师，中国水电学会副理事长，中国水利学会理事、高级工程师，中国人民解放军基本建设工程兵水电部兵办副主任，中国人民解放军基本建设工程兵水电指挥部参谋长、副主任、主任，中国人民武装警察部队水电部队指挥部主任。文革期间曾卷入4821苏修特务案。他曾先后参加上犹江、古田溪、建溪水电工程，马颊河疏浚工程，葛洲坝水利枢纽、潘家口水电站、引滦入津、天生桥水电站、万安水电站等水电工程的技术指导和指挥，还参加过刘家峡水利枢纽、三门峡水利枢纽、三峡工程等国家重点工程建设。1988年，获中央军委授武警少将警衔。离休后，为正军职离休干部。
2002年12月6日，贺毅在北京病逝，享年73岁。